# Бизовац
Бизовац (хорв. Bizovac) — община и населённый пункт в Хорватии.
Община Бизовац находится в восточной части Хорватии в Осиецко-Бараньской жупании. Община располагается в 17 км от города Осиек.

## География
В состав общины входят следующие населённые пункты (данные о населении на 2001 год):
- Бизовац — 2 274 чел.
- Црет Бизовачки — 646 чел.
- Броджянци — 633 чел.
- Саматовци — 616 чел.
- Хабьяновци — 544 чел.
- Новаки Бизовачки — 211 чел.
- Церовац — 34 чел.
- Селци — 21 чел.

## Демография
Население общины составляет 4 979 человек по переписи 2001 года. Национальный состав выглядит следующим образом:
- 97,47 % хорваты
- 1,25 % сербы
- 0,18 % венгры
- 0,16 % словаки
- 0,12 % боснийцы

## Достопримечательности
В Бизоваце расположен отель и Спа-комплекс с горячими подземными источниками, образованными при исчезновении древнего Паннонского моря.